# Technische Regel für Rohrfernleitungen
Die Technische Regel für Rohrfernleitungen gibt für Deutschland den Stand der Technik für die Errichtung und den Betrieb von Rohrfernleitungsanlagen, die der Rohrfernleitungsverordnung vom 27. September 2002 unterliegen, wieder. Sie wird vom Ausschuss für Rohrfernleitungen erarbeitet und fortgeführt. Der Ausschuss ist nach § 9 Rohrfernleitungsverordnung beim Bundesministerium für Umwelt, Naturschutz, Bau und Reaktorsicherheit angesiedelt.

## Geschichte
Die technischen Anforderungen an Fernleitungen waren bis zum Außerkrafttreten der Verordnung über brennbare Flüssigkeiten (VbF) am 1. Januar 2003 in den Technischen Regeln für brennbare Flüssigkeiten (TRbF) enthalten. Die TRbF 302 befasste sich mit dem Bau und Betrieb von Rohrfernleitungen.
Die erste verbindliche Fassung der Technischen Regel für Rohrfernleitungen nach § 9 Abs. 5 der Rohrfernleitungsverordnung vom 19. März 2003 wurde im Bundesanzeiger Nr. 100a vom 31. Mai 2003 veröffentlicht.
Am 8. März 2010 wurde die vom Ausschuss für Rohrfernleitungen (AfR) völlig neubearbeitete TRFL vom Bundesministerium für Umwelt, Naturschutz und Reaktorsicherheit durch Bekanntmachung im Bundesanzeiger veröffentlicht. Die Überarbeitung war mit dem Ausschuss für Betriebssicherheit nach §24 der Betriebssicherheitsverordnung und mit der Kommission für Anlagensicherheit nach § 51a des Bundesimmissionsschutzgesetzes abgestimmt worden.

## Anwendungsbereich
Die technische Regel wird angewandt auf Rohrfernleitungsanlagen,
die unter eine der Nummern 19.3 bis 19.6 der Anlage 1 des Gesetzes über die Umweltverträglichkeitsprüfung (UVPG) fallen und in denen folgende Stoffe befördert werden:
- Brennbare Flüssigkeiten mit einem Flammpunkt kleiner als 100 Grad Celsius sowie brennbare Flüssigkeiten, die bei Temperaturen gleich oder oberhalb ihres Flammpunktes befördert werden,
- verflüssigte oder gasförmige Stoffe mit dem Gefahrenmerkmal F (leichtentzündlich), F+ (hochentzündlich), O (brandfördernd), T (giftig), T+ (sehr giftig) oder C (ätzend),
- Stoffe mit den R-Sätzen R14, R14/15, R29, R50, R50/53 oder R51/53

Ausgenommen von der Anwendung sind Rohrfernleitungsanlagen, die bergrechtlichen Betriebsplanverfahren unterliegen.(Sie kann jedoch als allgemein anerkannte Regel der Technik im Sinne des Bundesberggesetzes (BBergG) angesehen werden.)

## Abgrenzung
- Die TRFL gilt nicht für Gashochdruckleitungen, die der öffentlichen Gasversorgung dienen.[Anm. 1]
- Rohrleitungseinlagen zur Beförderung von Acetylen werden nicht von der TRFL erfasst, hierfür gilt die TRAC (Technische Regel Acetylenanlagen und Calciumcarbidlager).
- Außerdem sind Rohrfernleitungsanlagen, die dem bergrechtlichen Betriebsplanungsverfahren unterliegen, von der Anwendung der TRFL ausgenommen. In diesem Falle ist die TRFL lediglich als Erkenntnisquelle bei der Zulassung von Betriebsplänen für die Errichtung, den Betrieb sowie die Prüfung von Rohrleitungsanlagen zum Transport von wassergefährdenden Flüssigkeiten zu betrachten.
- Ausgenommen sind auch Sauerstoff-Fernleitungen, die von der Bundeswehr errichtet oder betrieben werden.

## Gliederung
Die TRFL ist aufgeteilt in die Anforderungen an Planung, Bau, Betrieb und Überwachung (Teil 1) und Anforderungen an die Beschaffenheit (Teil 2). Ergänzt wird die Technische Regel durch die Anhänge A bis L.

### Inhalt von Teil 1
|    | Anforderungen an Planung, Bau, Betrieb und Überwachung |
| 1  | Allgemeines                                            |
| 2  | Aktuelle Dokumentation der Rohrfernleitungsanlage      |
| 3  | Leitungsführung                                        |
| 4  | Explosionsgefährdete Bereiche, Schutzzonen             |
| 5  | Planung und Berechnung                                 |
| 6  | Rohre und Rohrleitungsteile                            |
| 7  | Korrosionsschutz                                       |
| 8  | Bau und Verlegung                                      |
| 9  | Prüfungen während der Verlegung                        |
| 10 | Druckprüfung                                           |
| 11 | Ausrüstung                                             |
| 12 | Betrieb und Überwachung                                |

### Inhalt von Teil 2
|   | Anforderungen an die Beschaffenheit    |
| 1 | Berechnung                             |
| 2 | Werkstoff: Rohre und Rohrleitungsteile |
| 3 | Passiver Korrosionsschutz              |
| 4 | Schweißen: Zusatzwerkstoffe            |
| 5 | Fernmeldeanlagen                       |

### Inhalt der Anhänge
|          | Anhänge |
| Anhang A | Antragsunterlagen zur Errichtung und zum Betrieb sowie zur Änderung einer Rohrfernleitung                                                                 |
| Anhang B | Prüfung der Rohrfernleitungsanlage |
| Anhang C | Abweichende Anforderungen für Rohrleitungsanlagen in Erdöl- und Erdgasfeldern sowie in Untergrundspeicher- und sonstigen Bergbaubetrieben (Feldleitungen) |
| Anhang D | Änderungen von Rohrfernleitungen |
| Anhang E | Überwachung von Rohrfernleitungen im Einwirkungsbereich des Bergbaues                                                                                     |
| Anhang F | Liste der Stoffe (entfällt) |
| Anhang G | Information von öffentlichen Stellen |
| Anhang H | Dokumentation |
| Anhang I | Einrichtungen zum Feststellen von Verlusten |
| Anhang J | Muster eines Rohrbuchs |
| Anhang K | Sauerstofffernleitungsspezifische Änderungen und Ergänzungen der TRFL                                                                                     |
| Anhang L | Anforderungsprofil von Prüfstellen nach § 6 |